# A Gipsy Prophecy
A Gipsy Prophecy es una historia corta de Bram Stoker. Fue publicada por primera vez en 1885 en la edición del periódico The Spirit of Times de Nueva York. La historia se publicó en un libro hasta 1914 en la Tercera colección de cuentos cortos El invitado de Drácula y otras historias de terror. 

## Synopsis
La historia comienza con Joshua Considine y el Dr. Burleigh  quienes buscan descubrir si los gitanos que visitan el condado son impostores. La historia se desarrolla durante el verano donde la narración hace un salto al pasado describiendo cómo se conocieron Joshua y su actual esposa Mary. 
Después de esa descripción, ambos camaradas llegan al campamento de gitanos. Se encuentran con una niña gitana. Joshua bromea y le da una moneda de oro para que le lea el futuro pero la niña huye de él y la reina gitana aparece. Ella le revela a Joshua que sus manos delatan a un asesino, aquel que matará a su esposa. 
Al llegar a casa, Joshua burlándose de los gitanos, le cuenta la profecía a su esposa, la cual se desmaya ante la noticia. Después de entrar en un estado de histeria e intentar calmar a su esposa, Joshua recibe un telegrama que requiere de su visita a un pueblo Withering. Al regresar, su esposa se ve tranquila y recuperada totalmente. Mary le confiesa que visitará el campo de gitanos para comprobar que la profecía era errónea.
Mary recibe una sorpresa al recibir el mismo destino que le dieron a Joshua. Al estar podando el jardín y requerir de un cuchillo, Joshua se da cuenta de que en su casa desaparecieron los cuchillos. Mary confiesa que ella los escondió por miedo a la profecía. Joshua decide demostrar que no está encadenado a supersticiones, por lo cual va a buscar el cuchillo Ghourka que su hermano le mandó del Norte de la India.
Al ver el cuchillo, la histeria abruma a Mary, lo cual ocasiona que se desmaye. Joshua suelta el cuchillo para atrapar a su esposa del golpe pero llega tarde. Los 2 hombres gritan en horror al darse cuenta de que Mary caía sobre el cuchillo. Al llegar el Dr. Burleigh a revisarla, se encuentra con la sorpresa de que el filo había caído en su mano izquierda y que había sobrevivido la herida. Cuando Mary despierta, se encuentra tranquila al decir: “la gitana estuvo muy cerca de la verdad, demasiado cerca para que se volviera realidad.”

## Personajes
•	Mary Considine:
Esposa de Joshua Considine. Es una mujer muy emocional que cree en la superstición que le dieron los gitanos.
•	Joshua Considine:
Esposo de Mary Considine. Con su amigo el Dr. Burleigh deciden ir al campamento de gitanos para conocer si son impostores. Una de las gitanas que revela que asesinará a su esposa, lo cual el niega porque no es hombre de supersticiones. Es quien constantemente tranquiliza a su esposa para que no crea lo que dictan los gitanos. 
•	Doctor Burleigh:
Mejor amigo de Joshua y también doctor. Él es quien acompaña a su amigo al campo de los gitanos y quien constantemente visita la casa de los Considine.